# Johannes Basseliers
Johannes Basseliers (1640-1689) was de eerste gereformeerde predikant in Suriname. Omdat hij in de eerste acht jaar geen traktement ontving, begon hij in 1671 met suikerrietteelt. De dominee/planter was tamelijk succesvol met zijn plantages Surimombo en Palmeneribo.

## Afkomst
Johannes Basseliers was de zoon van een ijzerhandelaar, en schepen in de vroedschap van Middelburg. Zijn moeder zette de zaak voort nadat haar man was gestorven. Vanaf 1661 studeerde hij aan de Universiteit van Utrecht, waar hij een leerling was van Voetius. In 1668 reisde Johannes Basseliers met de tweede Zeeuwse invasievloot naar Suriname.

## Suriname
De Engelse kolonisten verlieten na de invasie van 1667 massaal het land en feitelijk liep de kolonie leeg. Gouverneur Johannes Heinsius vermeldt in 1679 dat het aantal blanken in twaalf jaar tijd van 1500 tot nog geen 500 was teruggelopen. De weinige achterblijvers moesten een voortdurende strijd leveren tegen de inheemse bevolking. Vele plantages zijn overvallen, plat gebrand en de inwoners gedood. Soms kwam er maandenlang niet één schip uit het vaderland. De Staten van Zeeland stuurden te weinig nieuwe kolonisten, te weinig soldaten, te weinig geld en te weinig levensmiddelen. De predikant had een ellendig leven en schreef een aantal brieven aan de Staten van Zeeland, waarin hij zich beklaagde over zijn lot. Hij schreef wanhopig naar het vaderland: Bid voor mij, hier als een eensame musch op het dack. Voor het niet uitbetaalde traktement werd hij aan het einde van zijn leven door de Staten van Zeeland (gedeeltelijk) schadeloos gesteld.
In die tijd was het zo dat de overheid uit veiligheidsoverwegingen bepaalde dat er op tien slaven een blanke officier of opzichter aangesteld moest worden. Op zijn plantage waren: zes blanke mannen, twee blanke vrouwen, twee meisjes onder de twaalf, waaronder zijn dochter; verder 28 slaven, 23 slavinnen, 15 kinderen (jonger dan 12 jaren), twee indiaanse mannen, drie indiaanse vrouwen, een indiaanse jongen en twee indiaanse meisjes. Basseliers wilde een school beginnen. In 1684 kocht hij nog vijf slaven en dat kostte hem 33.500 pond suiker oftewel 1675 gulden.
Basseliers was in Suriname getrouwd met Sara van Scharphuizen, en werd zodoende de zwager van Johan van Scharphuizen, een invloedrijke planter die, nadat hij in 1689 gouverneur van Suriname was geworden, hem uitnodigde in de Raad van Politie zitting te nemen. Een carrière als bestuurder weigerde Basseliers, omdat hij inmiddels ziek was geworden.

## De erfgenamen
Basseliers dochter Elisabeth werd in 1680 geboren op Curaçao. In 1689 werd zij de erfgenaam van haar vaders' plantages, die vervolgens tien jaar lang beheerd werden door de Van Scharphuizens. Toen haar oom in 1698 stierf was Elisabeth in het bezit van drie plantages: Palmeneribo, Surimombo en Waterland, allen aan de Surinamerivier. De ongehuwde Elisabeth kwam onder voogdij van de Amsterdamse burgemeester Nicolaes Witsen. In 1701 trouwde zij met kunstkenner Jonas Witsen, een neef van Nicolaes. In 1702 stierf Elisabeth in het kraambed.
Witsen erfde onder meer de drie plantages en kreeg in 1704 een forse tegemoetkoming van de Sociëteit van Suriname omdat de salarissen in de afgelopen jaren niet waren uitbetaald.
- Biografisch Portaal: 64759344
- International Standard Name Identifier: 0000 0000 4544 2903
- Library of Congress Control Number: no2008077106
- Nederlandse Thesaurus van Auteursnamen: 070255180
- Virtual International Authority File: 12118713
- WorldCat: E39PBJkXvjqdc89mx7VV8JVKVC